# Caixotão

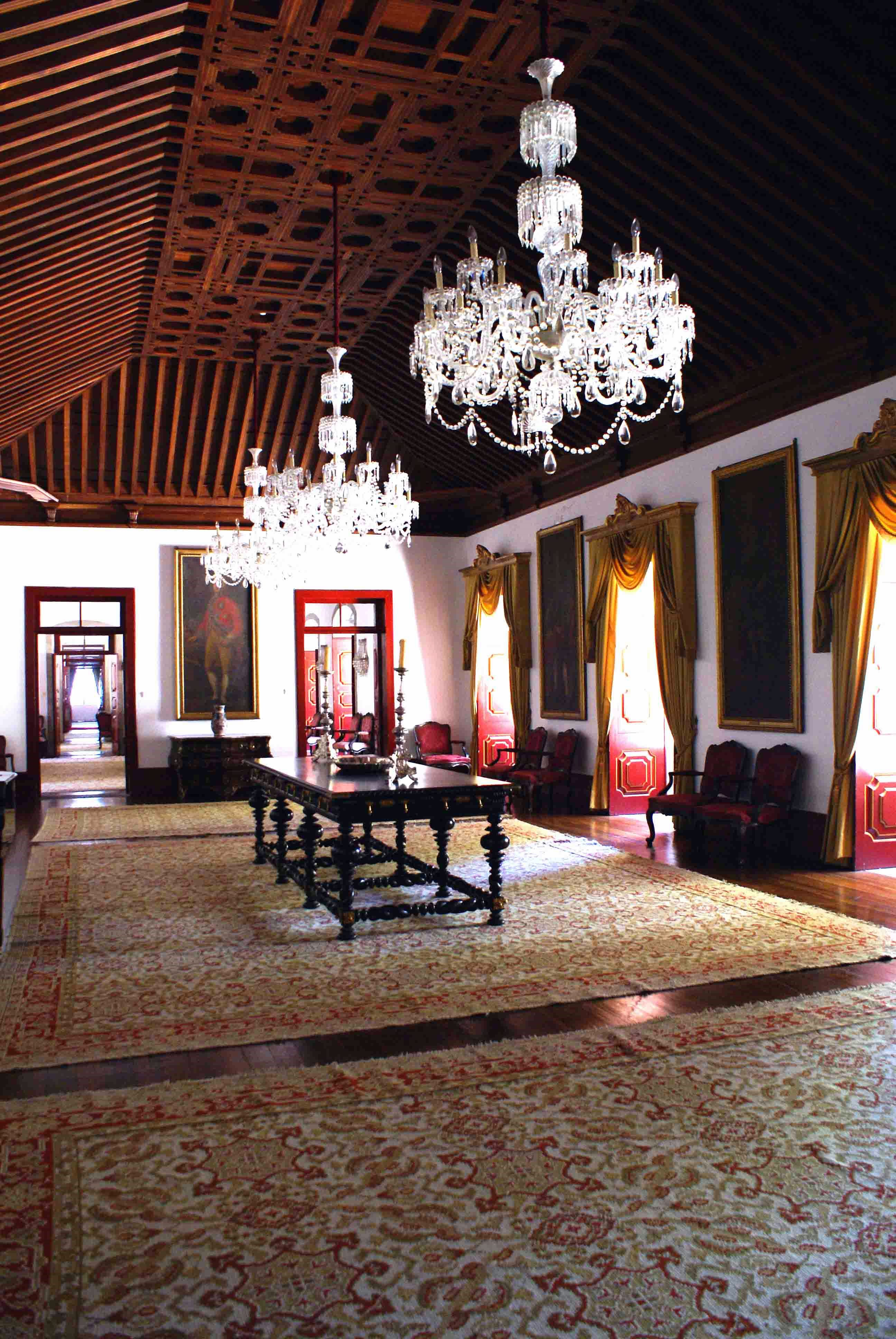
Exemplo de tecto em caixotão, Palácio dos Capitães-Generais (Angra do Heroísmo).

Um caixotão, ou mais raramente arca ou ainda às vezes caseto ou caixão (termo que provêm do americanismo Capsa, peito, gaveta) na Arquitetura, é uma divisão quadrada e ornamentada, colocada nos tectos de luxo. Nas coberturas abobadadas ou cupuladas, feitas de betão, este processo ajuda a diminuir o peso de uma estrutura.
Caixotão é um termo arquitetónico que designa cada um dos motivos geométricos ocos (como quadrados, retângulos ou octógonos) que são dispostos numa base regular (similar a uma placa xadrez) num telhado ou o interior de uma cúpula.
É uma técnica já utilizada na antiguidade clássica: um exemplo típico é dado no Panteão (Roma) ou a Basílica de Constantino. Mais tarde, tornou-se moda outra vez, especialmente durante o Renascimento e o Barroco e mais tarde no Neoclassicismo.
Observando um telhado ou uma cúpula contendo caixotões, muitas vezes dá a impressão de que é atravessado por raios ou molduras que se cruzam nas esquinas.
Esta estrutura não só se justifica por estética, mas o caixão também pode ser usado para reduzir o peso de uma cúpula, como no caso do Panteão de Roma. Os caixões são geralmente decorados com típicos tais rosetas e mesmo pintado.
Na construção moderna são chamados de caixões para a parte do prisma cúbico ou retangular, servindo de cofragem ou lajes nervuradas de cofragem de forma, ou forjados bidirecional.